# Zwartkopbaardvogel
De zwartkopbaardvogel (Tricholaema melanocephala) is een vogel uit de familie Lybiidae (Afrikaanse baardvogels). De soort komt voor in West-Afrika. Er worden verschillende ondersoorten onderscheiden. De IUCN classificeert de zwartkopbaardvogel als niet bedreigd.

## Kenmerken
De mannetjes van de nominaatvorm hebben een vleugellengte van 6,2 tot 6,8 centimeter. De staart is tussen de 3,4 en 4,4 cm lang. De snavellengte is 1,4 tot 1,8 centimeter. Vrouwtjes hebben vergelijkbare lichaamsafmetingen. Er is geen merkbaar seksueel dimorfisme.
Mannetjes en vrouwtjes hebben een glanzend blauwzwarte schedel. Een brede witte oogstreep loopt van de ogen naar de nek. Een witte streep loopt van de zijkanten van de snavel naar de zijkanten van de borst. De bovenrug is blauwzwart, de onderrug bruinachtig. De romp is gestreept bleek geelachtig op een bruine achtergrond. De bovenste staartdekveren zijn zwart met lichtgele verticale strepen en witte verenpunten. De staartveren zijn bruinzwart. Aan de onderzijde zijn de staartveren grijsbruin met witte veerschachten.
Het zwart van de keel strekt zich uit als een schild naar de voorborst en is omlijst met wit. De onderkant is roomwit tot geelachtig wit. Op de flanken bevinden zich druppelvormige vlekken. De snavel is zwart maar wordt lichter tot lichter grijs naar de basis van de snavel toe. De poten en voeten zijn grijs tot zwart. Jonge vogels lijken op volwassen vogels, maar hun verenkleed is over het algemeen saaier.
De zwartkopbaardvogel kan worden verward met de rouwbaardvogel. Deze mist echter de traanvormige vlekken aan de zijkanten van zijn lichaam die kenmerkend zijn voor de rouwbaardvogel. Er is ook een gelijkenis met de diadeembaardvogel, maar deze heeft een rood voorhoofd.

## Leefwijze
Zwartkopbaardvogels foerageren op insecten in struiken en bomen, alleen, in paren of in kleine familiegroepen. Af en toe worden er ook insecten uit de lucht gevangen. Daarnaast eet de zwartkopbaardvogel ook knoppen en vruchten. De zwartkopbaardvogel is extreem territoriaal, maar de grootte van het territorium varieert aanzienlijk. Zwartkopbaardvogels zijn grotbroeders, maar noch de grootte van de nestholte, noch de grootte van het legsel is onderzocht.

## Verspreiding en leefgebied
Het verspreidingsgebied van de zwartkopbaardvogel strekt zich uit van het zuidoosten van Soedan en het noorden van Ethiopië via Djibouti en Somalië tot centraal Tanzania. De hoogteverdeling varieert van zeeniveau tot hoogtes van 1820 meter in Somalië en Ethiopië. Het leefgebied is meestal droog bos en kreupelhout. Lokaal komt de zwartkopbaardvogel veel voor.
Deze soort telt vier ondersoorten:
- T. m. melanocephala: van Eritrea tot centraal Ethiopië en noordwestelijk Somalië.
- T. m. blandi: het noordelijke deel van Centraal-en noordoostelijk Somalië.
- T. m. stigmatothorax: van zuidelijk Ethiopië en zuidelijk Somalië tot noordoostelijk Tanzania.
- T. m. flavibuccalis: het noordelijke deel van Centraal-Tanzania.

## Status
De grootte van de populatie is niet gekwantificeerd maar de soort wordt omschreven als plaatselijk algemeen. Op de Rode lijst van de IUCN heeft deze soort de status niet bedreigd.

## Afbeeldingen

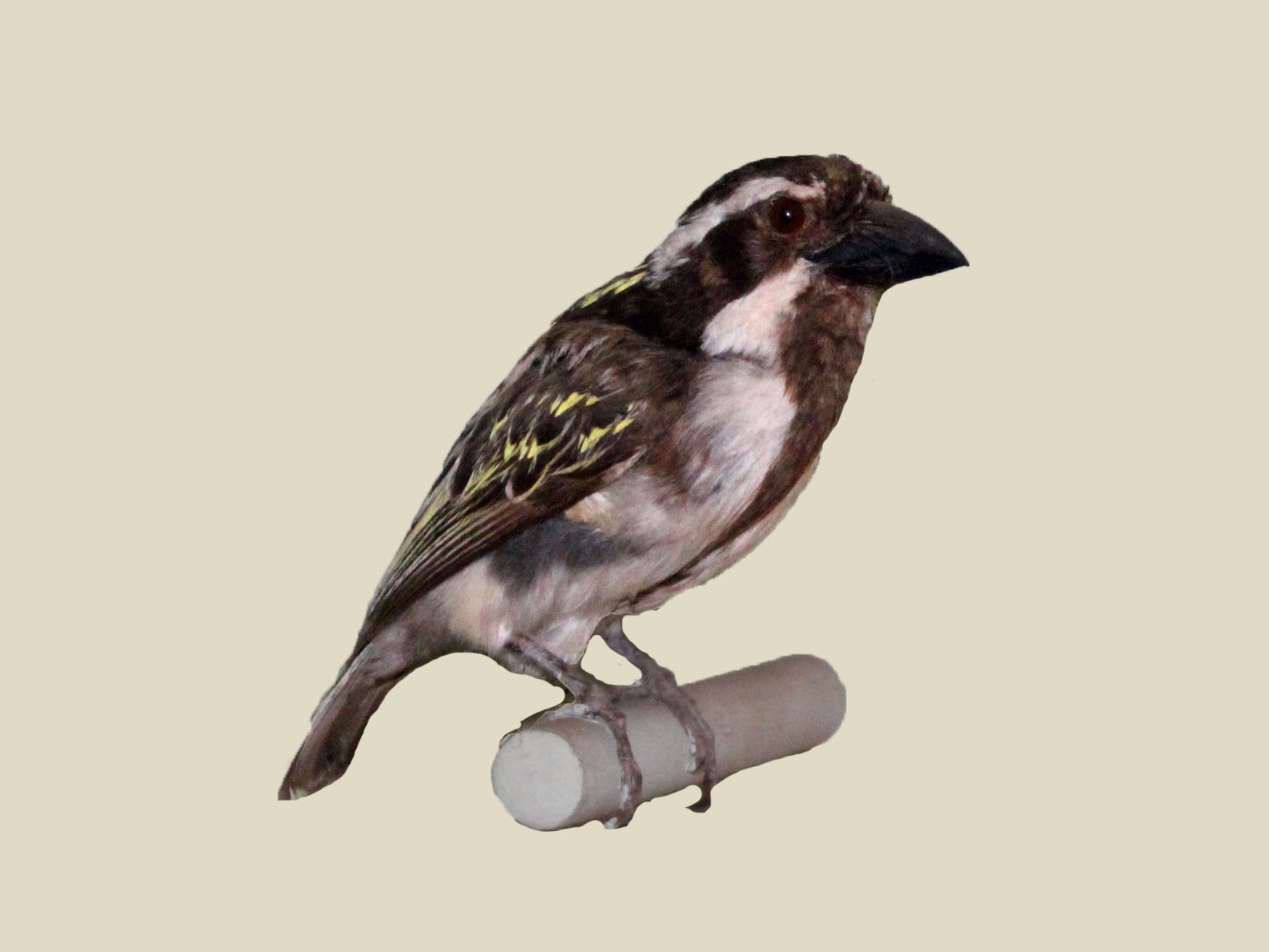